# José María Núñez del Prado
José Núñez del Prado (La Paz, 1810- ...) fue un destacado ingeniero y arquitecto boliviano.

## Biografía
Hijo de Joseph Núñez del Prado, miembro de una ilustre familia de la hidalguía castellana/criolla, realizó estudios de ingeniería en la ciudad de Sucre, en la escuela de Ingeniería de La Plata, egresando en 1837, el mismo año el mariscal Andrés de Santa Cruz le confiere el título de arquitecto constituyéndose en el antecedente más antiguo documentado con respecto a la profesión de arquitecto en Bolivia.Fue parte de la creación de la Escuela de Arquitectura Civil y Militar, dependiente del Colegio de Ciencias, junto a Philippe Bertrés el 4 de julio de 1842, durante la presidencia de José Ballivián compartiendo la dirección de la misma y tomando los primeros exámenes en 1843.

## Obra
Participó de la restauración de la Catedral metropolitana de La Paz entre 1840 y 1859, también fue diseñador del Teatro Municipal Alberto Saavedra Pérez y del Palacio de Gobierno de Bolivia en La Paz en 1842.

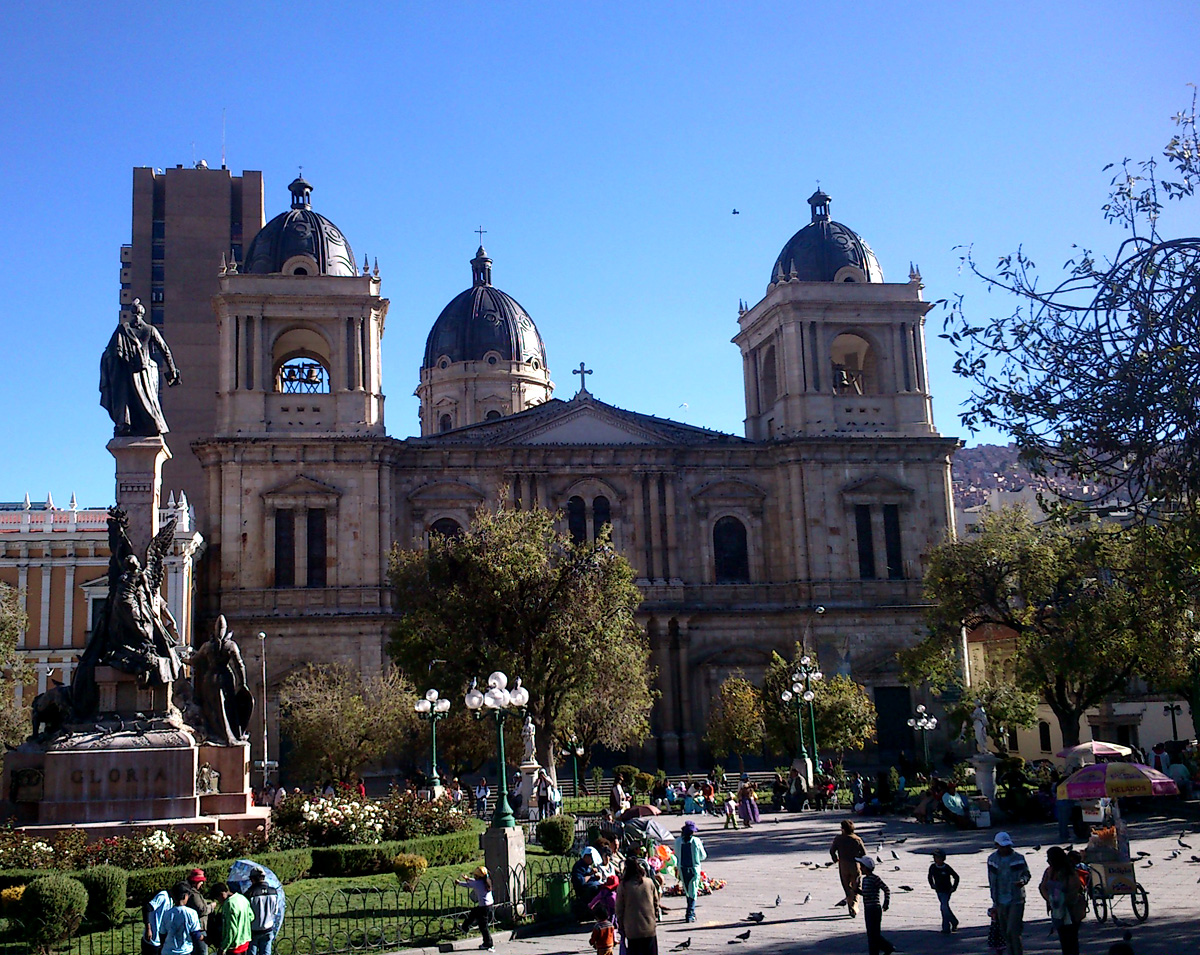
Catedral de La Paz
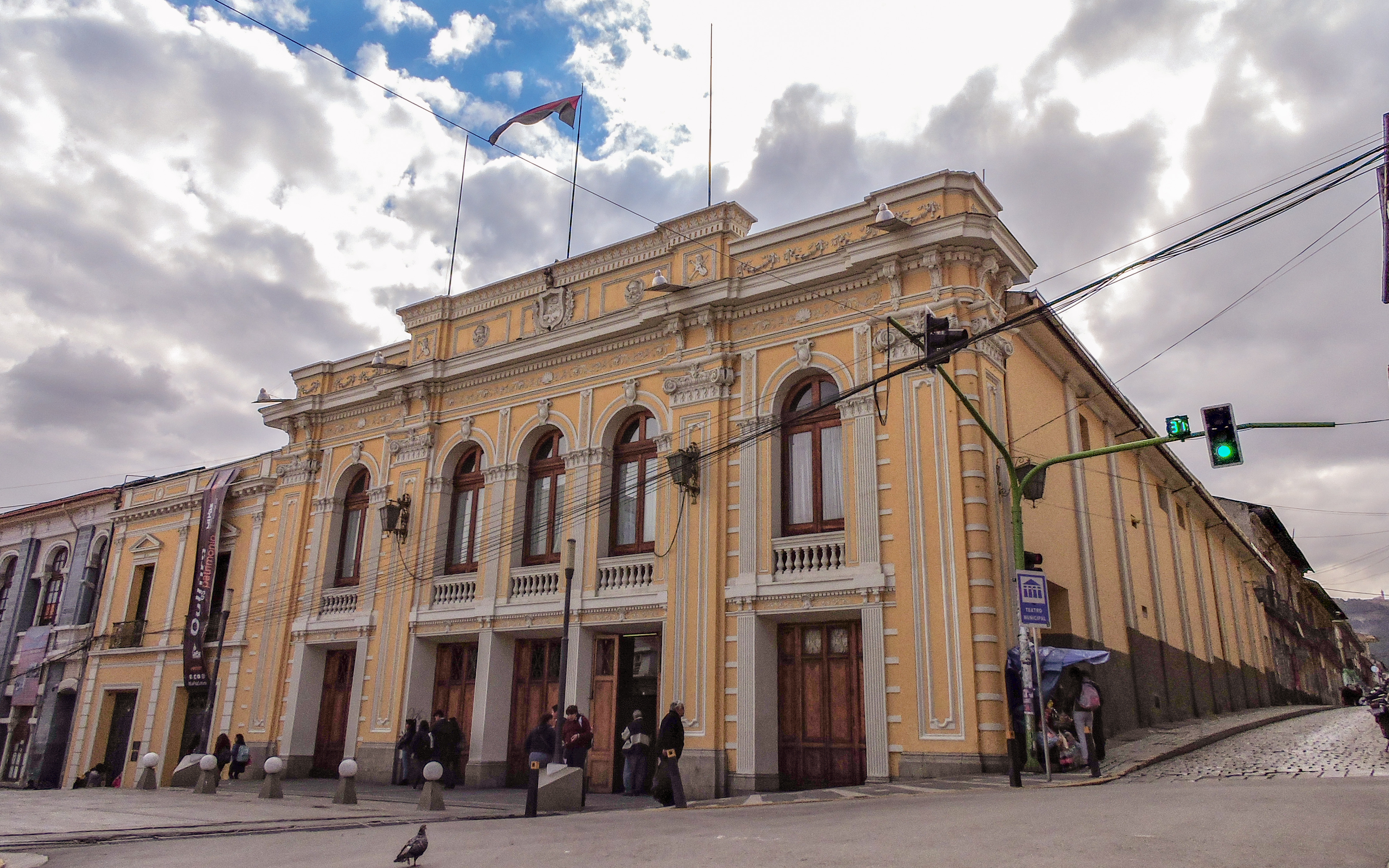
Teatro municipal Alberto Saavedra Pérez
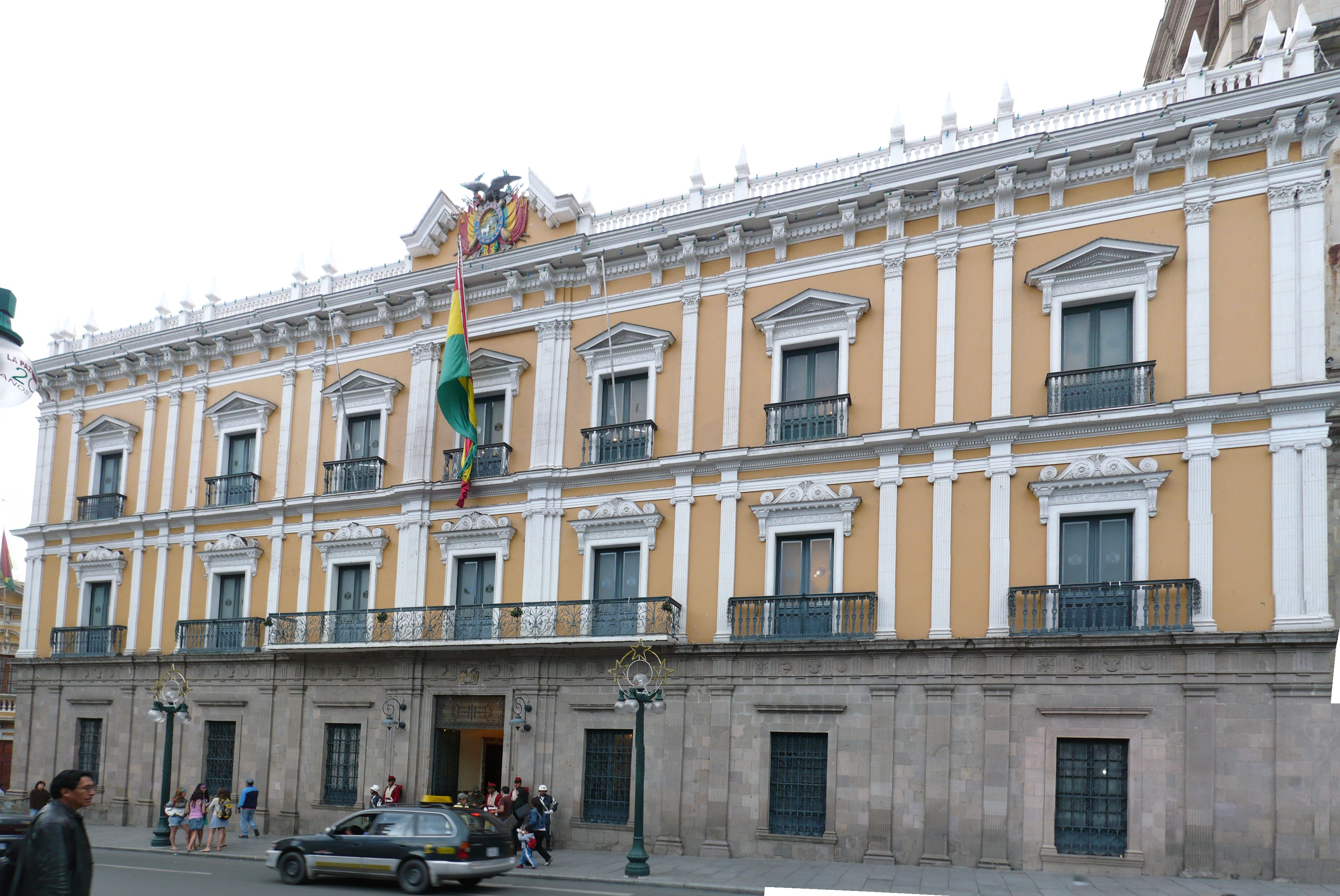
Palacio de Gobierno

En 1845 se inició la construcción del Palacio de gobierno bajo su dirección. Según señala el Diccionario histórico del departamento de La Paz, era un hermoso edificio de tres plantas; el primero de piedra granito labrada, los dos restantes de adobe con columnas y cornisas de ladrillo con 24 ventanas hacia la plaza. El pórtico de la escalera espiral de mármol negro y blanco. Se estrenó en 1852 pero fue destruido por un incendio el 20 de marzo de 1875.